# هيروشي يوشيكاوا
هيروشي يوشيكاوا (باليابانية: 吉川洋) (و. 1951 – م) هو عالم اقتصاد، من اليابان، ولد في طوكيو.

## التعليم
تعلم في جامعة ييل، وجامعة طوكيو.

## مناصب وهيئات
أدار جامعة طوكيو، وجامعة أوساكا.